# ベンデル
ベンデル（ルーマニア語:Bender / Бендер）、あるいはベンデルィ（ロシア語:Бендéры / Bendery、ウクライナ語:Бендéри / Bendery）は、ドニエストル川西岸の都市である。国際的にはモルドバ共和国の一部とみなされているが、事実上同国から独立している沿ドニエストル共和国（トランスニストリア共和国）の実効支配下にある。沿ドニエストル共和国の支配地域も含めたモルドバの領土の中では、4番目に人口が多く、2004年の時点で9万7027人の人口を有する。ティギナ（ルーマニア語:Tighina / Тигина）という異称も多く使われている。
1992年のトランスニストリア戦争以降は法的には中立非武装地帯に入るが、行政的には沿ドニエストル共和国の支配下にある。ロシア連邦、モルドバ、沿ドニエストルからなる平和維持部隊が駐屯している。

## 歴史

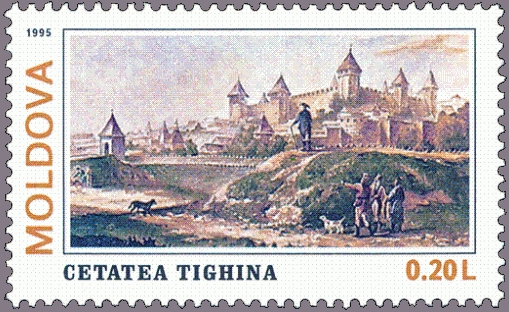
ベンデルの風景を描いた切手

1408年の古スラブ語の文献に名前が出てくる。モルダヴィアの通商路となり、クリミア半島からの税関も置かれる。モルドヴァ公国のシュテファン3世はタタールからの攻撃に備える砦を建設する。
1538年、オスマン帝国のスレイマン1世がこの地を征服。モルダヴィア側ではティギナと呼ばれていたこの町を、オスマン帝国はベンデルと改称する。砦は要塞に拡大され、オスマン帝国の支配下（1538年から1812年）でベッサラビア支配の中心の1つとなる。
1713年、ポルタヴァの戦いで敗れたスウェーデン王のカール12世がこの地に逃げ込んだ。
露土戦争では、3度にわたってロシア帝国に攻め込まれる。ベンデル要塞は、観光客向けに復元されている。ドイツ生まれで、ロシア帝国軍の騎兵となったミュンヒハウゼン男爵もベンデルイ要塞攻略戦に参加しており、砲弾に乗って要塞に入り込み、敵の砲弾に乗って戻ってきたという伝説にちなむ像などが展示されている。
ベンデルは1812年、ロシア帝国領となった。ロシア革命によってロシア帝国が崩壊した1918年から1940年のルーマニア王国時代は、ティギナと呼ばれた。
ソ連時代になると、モルダビア・ソビエト社会主義共和国の一部となり、モルドバ語（ルーマニア語）ではベンデルと書かれ、ロシア語ではベンデルィと書かれていた。
モルドバ共和国独立後は、ベンデルがモルドバの正式名称である。
1992年のトランスニストリア戦争では、ドニエストル川右岸にあり、左岸のティラスポリ（沿ドニエストル共和国の「首都」）まで10kmという戦略上の重要性から、何度も激戦が行われた。

## 姉妹都市
- ベイラ、モザンビーク
- カヴリアーゴ、イタリア
- オチャムチレ、アブハジア
- チャドゥル＝ルンガ（英語版）、モルドバ

## 出身著名人
- エフゲニー・フョードロフ - 地球物理学者